# Qualificazioni ai Giochi della XXIV Olimpiade (OFC)
Di seguito sono elencati gli incontri con relativo risultato della zona oceanica (OFC) per le qualificazioni a Seul 1988.

## Formula
Le qualificazioni prevedevano due turni preliminari.
Il primo turno era composto da 2 gironi A/R composti da 3 squadre. La vincitrici dei gironi partecipavano direttamente al secondo turno, mentre le seconde classificate dovevano affrontarsi in uno spareggio di sola andata per determinare chi avesse dovuto partecipare al secondo turno.
Alcune squadre si ritirarono prima di affrontare i loro incontri, quindi i gruppi, che originariamente erano composti da 3 squadre, finirono per diventare dei semplici spareggi A/R.
Israele era qualificato direttamente al secondo turno senza dover disputare neanche un incontro del primo turno.
Il secondo turno era composto di un girone A/R da 4 squadre.
Si qualificava all'Olimpiade la vincitrice del girone sopra citato.

## Risultati

### Primo turno

#### Gruppo 1
Inizialmente doveva partecipare anche la Papua Nuova Guinea, la nazionale, però, si ritirò prima di giocare i suoi incontri. Il girone si ridusse dunque a sole due squadre che dovettero affrontarsi in uno spareggio A/R.
| Taipei 15 novembre 1987                                     | Taipei cinese | 0 – 3                     | Australia |  |
| \| \| \| \| \| \| Marcatori \| 21’ 50’ Arnold 53’ Farina \| |               |                           |           |  |
|                                                             |               |                           |           |  |
|                                                             | Marcatori     | 21’ 50’ Arnold 53’ Farina |           |  |

| Canberra 26 febbraio 1988                                                    | Australia | 3 – 0 | Taipei cinese |  |
| \| \| \| \| \| Arnold 36’ 71’ Marcatore sconosciuto aut.’ \| Marcatori \| \| |           |       |               |  |
|                                                                              |           |       |               |  |
| Arnold 36’ 71’ Marcatore sconosciuto aut.’                                   | Marcatori |       |               |  |

Passa il turno l'Australia (6-0).

#### Gruppo 2
Inizialmente doveva partecipare anche la Figi, la nazionale, però, si ritirò il prima di giocare i suoi incontri. Il girone si ridusse dunque a sole due squadre che dovettero affrontarsi in uno spareggio A/R.
| Apia 7 novembre 1987                                                                                         | Samoa     | 0 – 7                                                                      | Nuova Zelanda |  |
| \| \| \| \| \| \| Marcatori \| 7’ Halford 35’ McGarry 64’ Halligan 65’ 83’ 85’ (rig.) Ironside 76’ Deeley \| |           |                                                                            |               |  |
| |           |                                                                            |               |  |
| | Marcatori | 7’ Halford 35’ McGarry 64’ Halligan 65’ 83’ 85’ (rig.) Ironside 76’ Deeley |               |  |

| Auckland 13 novembre 1987 | Nuova Zelanda | 12 – 0 | Samoa |  |
| \| \| \| \| \| McGarry 1’ 16’ (rig.) 37’ Hagan 22’ (rig.) 35’ 43’ 73’ Halford 27’ Deeley 45’ (rig.) 62’ 71’ Barkley 76’ (rig.) \| Marcatori \| \| |               |        |       |  |
| |               |        |       |  |
| McGarry 1’ 16’ (rig.) 37’ Hagan 22’ (rig.) 35’ 43’ 73’ Halford 27’ Deeley 45’ (rig.) 62’ 71’ Barkley 76’ (rig.)                                   | Marcatori     |        |       |  |

Passa il turno la Nuova Zelanda (19-0).

#### Spareggio per la terza qualificata al secondo turno
| Sydney 2 marzo 1988                                                       | Taipei cinese | 5 – 0 | Samoa |  |
| \| \| \| \| \| Miao Chin-Chung Pan Yung-I Chien I-Shiu \| Marcatori \| \| |               |       |       |  |
|                                                                           |               |       |       |  |
| Miao Chin-Chung Pan Yung-I Chien I-Shiu                                   | Marcatori     |       |       |  |

### Secondo turno
| Squadra       | P.ti | G | V | N | P | GF | GS | DR  |
| ------------- | ---- | - | - | - | - | -- | -- | --- |
| Australia     | 10   | 6 | 4 | 2 | 0 | 12 | 4  | +8  |
| Israele       | 9    | 6 | 4 | 1 | 1 | 17 | 3  | +14 |
| Nuova Zelanda | 5    | 6 | 2 | 1 | 3 | 5  | 7  | -2  |
| Taipei cinese | 0    | 6 | 0 | 0 | 6 | 3  | 23 | -20 |

| Melbourne 6 marzo 1988                    | Taipei cinese | 0 – 1   | Nuova Zelanda |  |
| \| \| \| \| \| \| Marcatori \| Barkley \| |               |         |               |  |
|                                           |               |         |               |  |
|                                           | Marcatori     | Barkley |               |  |

| Melbourne 6 marzo 1988                                          | Australia | 2 – 0 | Israele |  |
| \| \| \| \| \| Yankos 71’ (rig.) Farina 90+’ \| Marcatori \| \| |           |       |         |  |
|                                                                 |           |       |         |  |
| Yankos 71’ (rig.) Farina 90+’                                   | Marcatori |       |         |  |

| Adelaide 9 marzo 1988                                  | Israele   | 2 – 0 | Nuova Zelanda |  |
| \| \| \| \| \| Cohen 17’ Ivanir 55’ \| Marcatori \| \| |           |       |               |  |
|                                                        |           |       |               |  |
| Cohen 17’ Ivanir 55’                                   | Marcatori |       |               |  |

| Adelaide 9 marzo 1988                                                                             | Australia | 3 – 2                           | Taipei cinese |  |
| \| \| \| \| \| Tobin 21’ Crino 62’ Patikas 87’ \| Marcatori \| 18’ Wu Chau-In 86’ Chien I-Shiu \| |           |                                 |               |  |
|                                                                                                   |           |                                 |               |  |
| Tobin 21’ Crino 62’ Patikas 87’                                                                   | Marcatori | 18’ Wu Chau-In 86’ Chien I-Shiu |               |  |

| Sydney 13 marzo 1988                                                                              | Israele   | 5 – 1            | Taipei cinese |  |
| \| \| \| \| \| Brailovsky 7’ 79’ Malmilian 14’ 72’ Levine 28’ \| Marcatori \| 64’ Chen Sing-an \| |           |                  |               |  |
|                                                                                                   |           |                  |               |  |
| Brailovsky 7’ 79’ Malmilian 14’ 72’ Levine 28’                                                    | Marcatori | 64’ Chen Sing-an |               |  |

| Sydney 13 marzo 1988                                                           | Australia | 3 – 1       | Nuova Zelanda |  |
| \| \| \| \| \| Patikas 39’ Crino 60’ Farina 64’ \| Marcatori \| 56’ McGarry \| |           |             |               |  |
|                                                                                |           |             |               |  |
| Patikas 39’ Crino 60’ Farina 64’                                               | Marcatori | 56’ McGarry |               |  |

| Christchurch 20 marzo 1988 | Israele | 0 – 0 | Australia |  |

| Christchurch 20 marzo 1988                                 | Nuova Zelanda | 2 – 0 | Taipei cinese |  |
| \| \| \| \| \| McGarry 27’ Halford 90+’ \| Marcatori \| \| |               |       |               |  |
|                                                            |               |       |               |  |
| McGarry 27’ Halford 90+’                                   | Marcatori     |       |               |  |

| Wellington 23 marzo 1988                                                                                            | Taipei cinese | 0 – 9                                                                             | Israele |  |
| \| \| \| \| \| \| Marcatori \| 32’ Rosenthal 43’ Cohen 50’ (rig.) Malmilian 58’ 60’ 66’ Levine 64’ 82’ 87’ Tikva \| |               |                                                                                   |         |  |
| |               |                                                                                   |         |  |
| | Marcatori     | 32’ Rosenthal 43’ Cohen 50’ (rig.) Malmilian 58’ 60’ 66’ Levine 64’ 82’ 87’ Tikva |         |  |

| Wellington 23 marzo 1988                                        | Nuova Zelanda | 1 – 1      | Australia |  |
| \| \| \| \| \| McGarry 11’ (rig.) \| Marcatori \| 74’ Farina \| |               |            |           |  |
|                                                                 |               |            |           |  |
| McGarry 11’ (rig.)                                              | Marcatori     | 74’ Farina |           |  |

| Arbitro: | Berny Ulloa-Morera |

|  |           |          |
|  | Marcatori | Levin 4’ |

| Auckland 27 marzo 1988                                          | Taipei cinese | 0 – 3                         | Australia |  |
| \| \| \| \| \| \| Marcatori \| 2’ Arnold 19’ Farina 77’ Wade \| |               |                               |           |  |
|                                                                 |               |                               |           |  |
|                                                                 | Marcatori     | 2’ Arnold 19’ Farina 77’ Wade |           |  |